# Allée du Potager
L'allée du Potager est une voie de circulation des jardins de Versailles, en France.

## Description
L'allée du Potager débute au sud sur l'allée du Mail, passe devant une copie de la Statue équestre de Louis XIV sous les traits de Marcus Curtius réalisée par Gian Lorenzo Bernini qui se trouve à l'extrémité sud de la Pièce d'eau des Suisses, puis longe cette Pièce d'eau des Suisses sur son côté est, et se termine environ 1 000 m au nord sur la route de Saint-Cyr. Elle donne accès au Potager du roi (d'où son nom) par la "Grille du Roi", ouvragée et dorée, portant couronne et fleurs de lys, qui était utilisée par le Roi lorsqu'il visitait son potager.

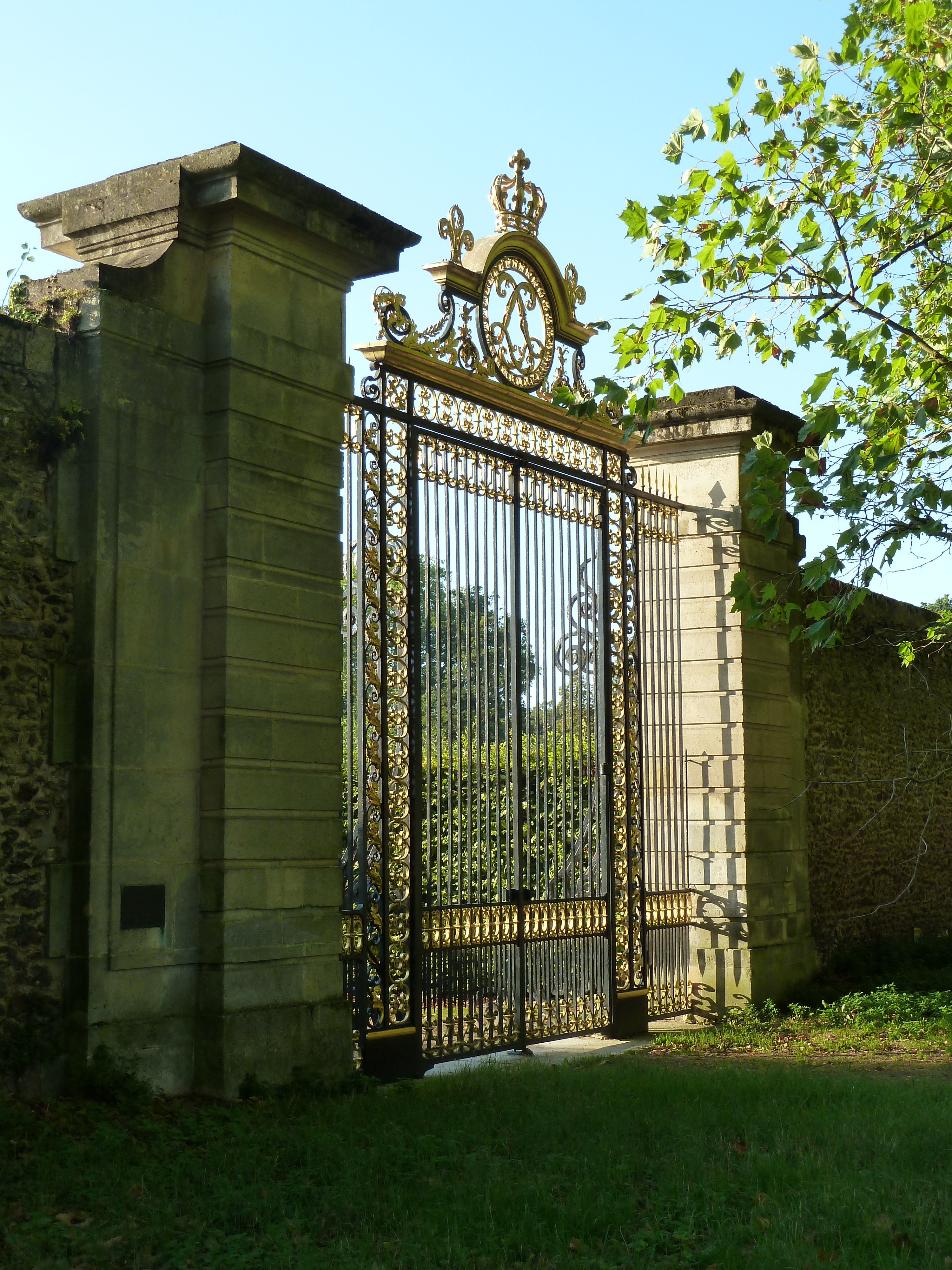
Grille du Roi entre le potager et la pièce d'eau des suisses
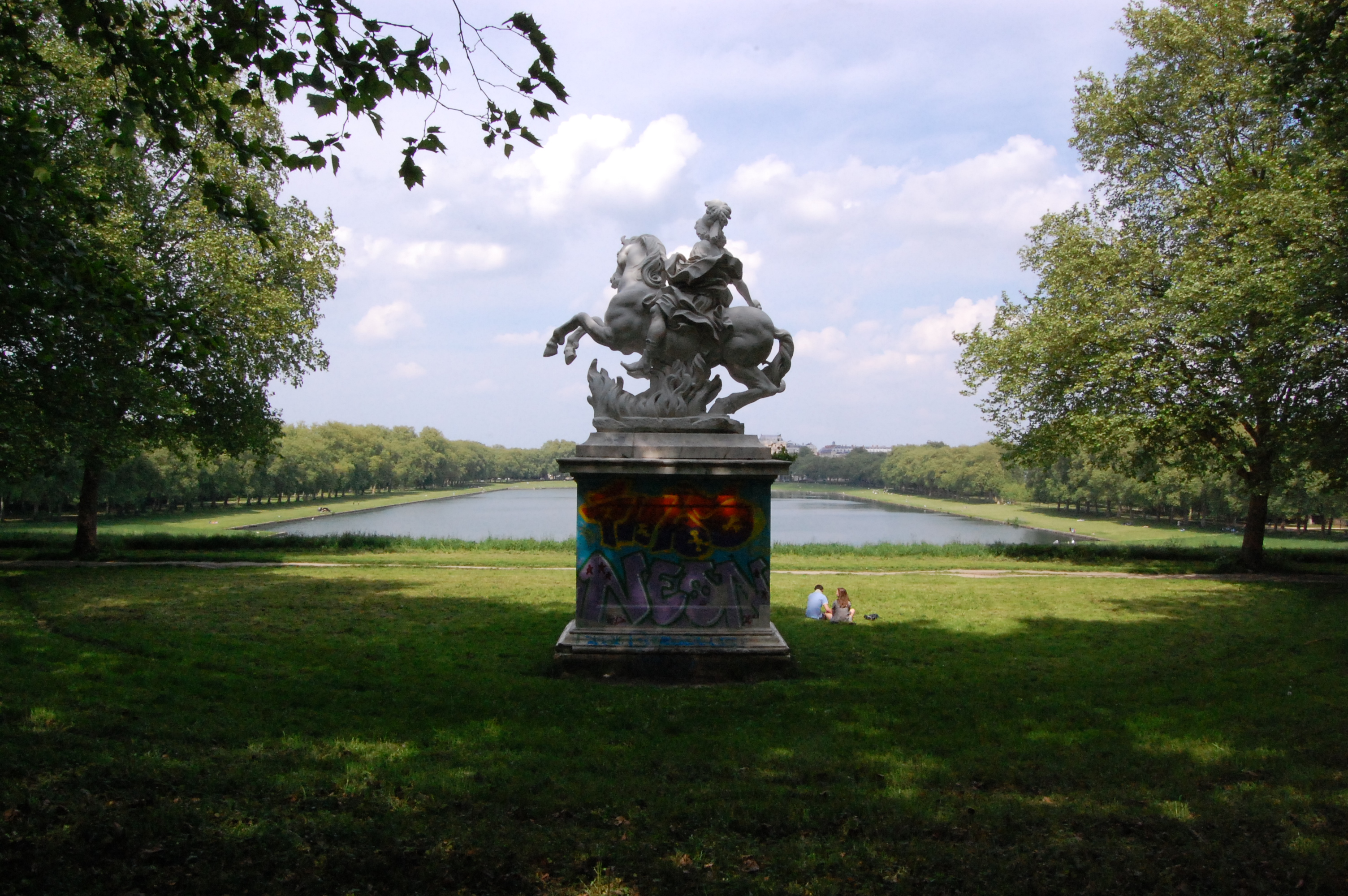
copie de la Statue équestre de Louis XIV sous les traits de Marcus Curtius et Allée du Potager